# Vasílios Lákon
Vasílios Lákon (en grec moderne : Βασίλειος Λάκων) est né en 1830 à Kéa, en Grèce, et mort en 1900, à Athènes. C'est un mathématicien et un physicien grec, qui a également été recteur de l'Université d'Athènes.

## Biographie
Originaire de l'île de Kéa, Vasílios Lákon est le premier Grec à obtenir un doctorat en mathématiques à l'Université d'Athènes. Il se rend ensuite en France, où il complète ses études à la Sorbonne.
De retour en Grèce en 1854, Vasílios Lákon travaille comme assistant astronome à l'Observatoire national d'Athènes, enseigne dans un lycée puis devient maître de conférences en physique expérimentale à l'Université d'Athènes. En 1862, il est nommé professeur honoraire de mathématiques pures et appliquées. Nommé professeur titulaire en 1863, il est ensuite fait professeur titulaire en 1868. Au cours de l'année universitaire 1869-1870, il est nommé doyen de la Faculté des sciences de l'Université d'Athènes. Enfin, au cours de l'année académique 1880-1881, il devient recteur de l'Université d'Athènes.